# Oddoniodendron
Genre
Classification phylogénétique
Oddoniodendron est un genre de plantes à fleurs dicotylédones de la famille des Fabaceae, sous-famille des Caesalpinioideae, originaire d'Afrique , qui compte trois espèces acceptées.

## Liste d'espèces
Selon The Plant List (7 octobre 2018) :
- Oddoniodendron micranthum (Harms) Baker f.
- Oddoniodendron normandii Aubrev.
- Oddoniodendron romeroi Mendes